# Unser Sandmännchen: Puppentheater Berlin
Puppentheater Berlin ist ein vom DEFA-Studio für Dokumentarfilme gedrehter Abendgruß für die Reihe Unser Sandmännchen des Fernsehens der DDR von Holmar Attila Mück aus dem Jahr 1975.

## Handlung
Der Berliner Junge Stefan lädt die Zuschauer des Sandmännchens zu einem Besuch des Berliner Puppentheaters ein. Obwohl sich die Puppen erst nicht bei der Probe zusehen lassen wollen, darf Stefan dann doch hinter die Bühne. Er staunt, was man mit ihnen alles machen kann. Man kann mit ihnen tanzen, spielen und viele dumme Sachen anstellen. Dann ist da auch noch ein Zauberpferd, das sich im Kreis drehen kann, mit dem Kopf wackelt, mit den Augen zwinkert, die Beine bewegt und sogar mit dem Schweif wedelt. Zum Schluss der Probe kann Stefan sogar noch ein wenig mitspielen. So ganz kann er aber noch nicht glauben, dass das alles bei der ersten Vorstellung problemlos über die Bühne geht, wovon er sich aber dann im Theatersaal überzeugen kann.

## Produktion und Veröffentlichung
Puppentheater Berlin von der Künstlerischen Arbeitsgruppe (KAG) Realabendgruß-Produktion der DEFA für die Serie Berliner Bilderbogen als Folge der Filmreihe Unser Sandmännchen auf ORWO-Color gedreht und am 6. Oktober 1975 das erste Mal im Fernsehen der DDR gesendet. Die erste nachweisbare Aufführung auf einer großen Leinwand erfolgte am 4. Oktober 2020 im Berliner Zeughauskino.